# Christmas (Michael Bublé-album)
Christmas er det syvende studiealbum fra den canadisk-italiensk musiker Michael Bublé og hans femte album fra et stort pladeselskab. Albummet blev udgivet den 21. oktober 2011 i Irland,  den 24. oktober 2011 i Storbritannien, og den 25. oktober 2011 i USA. I ugen der sluttede den 10. december 2011 kom Christmas på førstepladsen på Billboard 200 albumhitliste, og blev dermed Bublés tredje album på toppen af hitlisten efter Call Me Irresponsible (2007) og Crazy Love (2009), og det var fem uger som nummer 1.
I januar 2019 er det Bubles mest succesfulde album med mere 12 millioner solgte eksemplarer på verdensplan, hvilket gør det til et af de bedst sælgende albums i 2000-tallet.
Albummet vandt også en Juno Award for Album of the Year, hvilket gør det til det første julealbum, der har vundet denne pris. Albummet blev genudgivet den 22. november 2012, hvor det indeholdt yderligere fire sange, inklusive en ny indspilning af "The Christmas Song". Bublé udgav også en omarbejdet version af "White Christmas", denne gang med Shania Twain, som en ny single. Denne version havde premiere under Bublés NBC television special, Home for the Holidays, den 10. december, 2012.

## Spor
Information er baseret på albumnoterne på Christmas
| Standard edition | Standard edition                               | Standard edition | Standard edition | Standard edition | Standard edition | Standard edition | Standard edition | Standard edition | Standard edition |
| #                | Titel                                          | Længde           |                  |                  |                  |                  |                  |                  |                  |
| ---------------- | ---------------------------------------------- | ---------------- | ---------------- | ---------------- | ---------------- | ---------------- | ---------------- | ---------------- | ---------------- |
| 1.               | "It's Beginning to Look a Lot Like Christmas"  | 3:26             |                  |                  |                  |                  |                  |                  |                  |
| 2.               | "Santa Claus Is Comin' to Town"                | 2:51             |                  |                  |                  |                  |                  |                  |                  |
| 3.               | "Jingle Bells" (featuring The Puppini Sisters) | 2:39             |                  |                  |                  |                  |                  |                  |                  |
| 4.               | "White Christmas" (med Shania Twain)           | 3:36             |                  |                  |                  |                  |                  |                  |                  |
| 5.               | "All I Want for Christmas Is You"              | 2:51             |                  |                  |                  |                  |                  |                  |                  |
| 6.               | "A Holly Jolly Christmas"                      | 1:59             |                  |                  |                  |                  |                  |                  |                  |
| 7.               | "Santa Baby"                                   | 3:51             |                  |                  |                  |                  |                  |                  |                  |
| 8.               | "Have Yourself a Merry Little Christmas"       | 3:50             |                  |                  |                  |                  |                  |                  |                  |
| 9.               | "Christmas (Baby Please Come Home)"            | 3:07             |                  |                  |                  |                  |                  |                  |                  |
| 10.              | "Silent Night"                                 | 3:47             |                  |                  |                  |                  |                  |                  |                  |
| 11.              | "Blue Christmas"                               | 3:41             |                  |                  |                  |                  |                  |                  |                  |
| 12.              | "Cold December Night"                          | 3:18             |                  |                  |                  |                  |                  |                  |                  |
| 13.              | "I'll Be Home for Christmas"                   | 4:24             |                  |                  |                  |                  |                  |                  |                  |
| 14.              | "Ave Maria"                                    | 4:00             |                  |                  |                  |                  |                  |                  |                  |
| 15.              | "Mis Deseos/Feliz Navidad" (med Thalía)        | 4:24             |                  |                  |                  |                  |                  |                  |                  |
| 16.              | "Michael's Christmas Greeting" (Hidden Track)  | 0:05             |                  |                  |                  |                  |                  |                  |                  |
| 51:44            |                                                |                  |                  |                  |                  |                  |                  |                  |                  |

| 18. | Untitled (featuring The Puppini Sisters) |  |
| 19. | Untitled (featuring Naturally 7)         |  |

| Track listing | Track listing | Track listing | Track listing | Track listing | Track listing | Track listing | Track listing | Track listing | Track listing |
| Nr.           | Titel         | Længde        |               |               |               |               |               |               |               |
| ------------- | ------------- | ------------- | ------------- | ------------- | ------------- | ------------- | ------------- | ------------- | ------------- |

| 18. | Untitled (featuring The Puppini Sisters) |  |
| 19. | Untitled (featuring Naturally 7)         |  |

| 18. | Untitled (featuring The Puppini Sisters) |  |
| 19. | Untitled (featuring Naturally 7)         |  |

## Hitlister
| Hitliste (2011–2021)                     | Højeste placering |
| ---------------------------------------- | ----------------- |
| Australian Albums (ARIA)                 | 1                 |
| Austrian Albums (Ö3 Austria)             | 1                 |
| Belgian Albums (Ultratop Flanders)       | 3                 |
| Belgian Albums (Ultratop Wallonia)       | 3                 |
| Canadian Albums (Billboard)              | 1                 |
| Tjekkiet (ČNS IFPI)                      | 7                 |
| Danmark (Album Top-40)                   | 1                 |
| Dutch Albums (MegaCharts)                | 1                 |
| Finnish Albums (Suomen virallinen lista) | 2                 |
| French Albums (SNEP)                     | 29                |
| German Albums (Offizielle Top 100)       | 1                 |
| Hungarian Albums (MAHASZ)                | 1                 |
| Irish Albums (IRMA)                      | 1                 |
| Italian Albums (FIMI)                    | 1                 |
| Latvian Albums (LAIPA)                   | 2                 |
| Lithuanian Albums (AGATA)                | 71                |
| Mexican Albums (AMPROFON)                | 2                 |
| New Zealand Albums (RMNZ)                | 1                 |
| Norwegian Albums (VG-lista)              | 1                 |
| Polen (ZPAV)                             | 1                 |
| Portuguese Albums (AFP)                  | 1                 |
| South African Albums (RiSA)              | 3                 |
| Spanish Albums (PROMUSICAE)              | 8                 |
| Swedish Albums (Sverigetopplistan)       | 1                 |
| Swiss Albums (Schweizer Hitparade)       | 3                 |
| UK Albums (OCC)                          | 1                 |
| US Billboard 200                         | 1                 |

| Hitliste (2011)                    | Placering |
| ---------------------------------- | --------- |
| Australian Albums (ARIA)           | 2         |
| Austrian Albums (Ö3 Austria)       | 28        |
| Belgian Albums (Ultratop Flanders) | 68        |
| Belgian Albums (Ultratop Wallonia) | 82        |
| Canadian Albums (Billboard)        | 16        |
| Danish Albums (Hitlisten)          | 21        |
| Dutch Albums (Album Top 100)       | 7         |
| Finnish Albums                     | 12        |
| French Albums (SNEP)               | 84        |
| German Albums (Offizielle Top 100) | 8         |
| Hungarian Albums (MAHASZ)          | 6         |
| Irish Albums (IRMA)                | 2         |
| Italian Albums (FIMI)              | 7         |
| Mexican Albums (AMPROFON)          | 18        |
| New Zealand Albums (RMNZ)          | 16        |
| Polish Albums (ZPAV)               | 10        |
| Spanish Albums (PROMUSICAE)        | 31        |
| Swedish Albums (Sverigetopplistan) | 9         |
| Swiss Albums (Schweizer Hitparade) | 43        |
| UK Albums (OCC)                    | 2         |
| US Billboard 200                   | 82        |
| US Top Jazz Albums (Billboard)     | 2         |
| Hitliste (2012)                    | Placering |
| Australian Albums (ARIA)           | 4         |
| Austrian Albums (Ö3 Austria)       | 18        |
| Canadian Albums (Billboard)        | 2         |
| Danish Albums (Hitlisten)          | 44        |
| Dutch Albums (Album Top 100)       | 35        |
| Finnish Albums                     | 48        |
| Hungarian Albums (MAHASZ)          | 3         |
| Italian Albums (FIMI)              | 24        |
| Swedish Albums (Sverigetopplistan) | 85        |
| Swiss Albums (Schweizer Hitparade) | 27        |
| UK Albums (OCC)                    | 8         |
| US Billboard 200                   | 2         |
| US Digital Albums (Billboard)      | 14        |
| US Jazz Albums (Billboard)         | 1         |
| Hitliste (2013)                    | Placering |
| Australian Albums (ARIA)           | 7         |
| Austrian Albums (Ö3 Austria)       | 28        |
| Belgian Albums (Ultratop Flanders) | 107       |
| Belgian Albums (Ultratop Wallonia) | 154       |
| Hungarian Albums (MAHASZ)          | 40        |
| Italian Albums (FIMI)              | 95        |
| Polish Albums (ZPAV)               | 55        |
| Swedish Albums (Sverigetopplistan) | 35        |
| Swiss Albums (Schweizer Hitparade) | 71        |
| UK Albums (OCC)                    | 29        |
| US Billboard 200                   | 35        |
| Hitliste (2014)                    | Placering |
| Australian Albums (ARIA)           | 8         |
| Austrian Albums (Ö3 Austria)       | 38        |
| Dutch Albums (Album Top 100)       | 49        |
| Italian Albums (FIMI)              | 53        |
| New Zealand (RIANZ)                | 15        |
| Polish Albums Chart                | 44        |
| Swiss Albums (Schweizer Hitparade) | 66        |
| UK Albums (OCC)                    | 30        |
| US Billboard 200                   | 51        |
| Hitliste (2015)                    | Placering |
| Australian Albums (ARIA)           | 7         |
| Dutch Albums (Album Top 100)       | 79        |
| Hungarian Albums (MAHASZ)          | 83        |
| Italian Albums (FIMI)              | 52        |
| New Zealand (RIANZ)                | 5         |
| UK Albums (OCC)                    | 40        |
| US Billboard 200                   | 77        |
| Hitliste (2016)                    | Placering |
| Australian Albums (ARIA)           | 5         |
| Danish Albums (Hitlisten)          | 72        |
| Dutch Albums (MegaCharts)          | 94        |
| Italian Albums (FIMI)              | 75        |
| New Zealand Albums (RMNZ)          | 5         |
| UK Albums (OCC)                    | 23        |
| US Billboard 200                   | 125       |
| Hitliste (2017)                    | Placering |
| Australian Albums (ARIA)           | 8         |
| Canadian Albums (Billboard)        | 46        |
| Danish Albums (Hitlisten)          | 49        |
| Italian Albums (FIMI)              | 77        |
| New Zealand Albums (RMNZ)          | 17        |
| UK Albums (OCC)                    | 24        |
| US Billboard 200                   | 146       |
| Hitliste (2018)                    | Placering |
| Australian Albums (ARIA)           | 30        |
| Danish Albums (Hitlisten)          | 50        |
| Polish Albums (ZPAV)               | 27        |
| Portuguese Albums (AFP)            | 58        |
| Swedish Albums (Sverigetopplistan) | 96        |
| Swiss Albums (Schweizer Hitparade) | 84        |
| UK Albums (OCC)                    | 27        |
| US Billboard 200                   | 154       |
| Hitliste (2019)                    | Placering |
| Australian Albums (ARIA)           | 65        |
| Austrian Albums (Ö3 Austria)       | 57        |
| Canadian Albums (Billboard)        | 47        |
| Danish Albums (Hitlisten)          | 52        |
| Swiss Albums (Schweizer Hitparade) | 80        |
| UK Albums (OCC)                    | 33        |
| US Billboard 200                   | 130       |
| Hitliste (2020)                    | Placering |
| Austrian Albums (Ö3 Austria)       | 63        |
| Danish Albums (Hitlisten)          | 44        |
| Dutch Albums (Album Top 100)       | 59        |
| Italian Albums (FIMI)              | 52        |
| Polish Albums (ZPAV)               | 80        |
| Swiss Albums (Schweizer Hitparade) | 82        |
| UK Albums (OCC)                    | 57        |
| US Billboard 200                   | 147       |

| Hitliste (2010–2019)               | Placering |
| ---------------------------------- | --------- |
| Australian Albums (ARIA)           | 2         |
| German Albums (Offizielle Top 100) | 19        |
| UK Albums (OCC)                    | 5         |
| US Billboard 200                   | 24        |

| Hitliste            | Placering |
| ------------------- | --------- |
| Irish Albums (IRMA) | 39        |